# Planik
Planik – bezludna wyspa w Chorwacji, na Morzu Adriatyckim.
Jest położona na zachód od wyspy Pag, pomiędzy wyspami Maun, Olib i Vir. Zajmuje powierzchnię 1,1 km². Jej wymiary to 2,4 × 0,6 km, a maksymalna wysokość to 123 m n.p.m. Jest zbudowana z wapienia i pokryta szatą roślinną. Maksymalna wysokość to 25 m n.p.m. Długość linii brzegowej wynosi 6 km..